# فرودگاه محلی اری
فرودگاه محلی اری (به انگلیسی: Erie-Ottawa Regional Airport) یک فرودگاه همگانی با کد یاتا PCW است که یک باند فرود آسفالت دارد و طول باند آن ۱۵۲۵ متر است. این فرودگاه در کشور ایالات متحده آمریکا قرار دارد و در ارتفاع ۱۷۹٫۸ متری از سطح دریا واقع شده است.